# Jiří Holubec
Jiří Holubec (* 3. března 1966 Jilemnice) je bývalý český biatlonista a v letech 2019–2024 trenér české biatlonové reprezentace žen.
Startoval na ZOH 1988, 1992, 1994 a 1998, jeho nejlepším individuálním výsledkem je 15. místo z vytrvalostního závodu v Albertville 1992. Na týchž hrách pomohl českému týmu k sedmému místu ve štafetovém závodě. Na světových šampionátech získal v letech 1990 a 1995 dvě stříbrné medaile v závodech družstev.